# Neal Skupski
Neal Skupski (* 1. prosince 1989 Liverpool) je britský profesionální tenista, deblový specialista a trojnásobný vítěz Wimbledonu, když dvakrát ovládl smíšenou a jednou mužskou čtyřhru. V letech 2022–2023 byl světovou jedničkou ve čtyřhře, kterou se poprvé stal jako padesátý devátý hráč od zavedení klasifikace v březnu 1976 a třetí Brit po Jamiem Murraym a Joeovi Salisburym. V pěti obdobích na čele strávil třicet pět týdnů.
Ve své dosavadní kariéře na okruhu ATP Tour vyhrál patnáct deblových turnajů včetně Wimbledonu 2023 a Madrid Masters 2022, Canada Masters 2022 a Paris Masters 2022 s Wesleym Koolhofem. Na challengerech ATP a okruhu ITF získal třicet titulů ve čtyřhře. Jeho starším bratrem je tenista Ken Skupski, s nímž opakovaně nastoupil do čtyřhry.
Na žebříčku ATP byl ve dvouhře nejvýše klasifikován v listopadu 2010 na 932. místě a ve čtyřhře pak v listopadu 2022 na 1. místě.
V britském daviscupovém týmu debutoval v roce 2019 skupinou finálového turnaje proti Nizozemsku. S Jamiem Murraym zvítězili ve čtyřhře proti páru Koolhof a Rojer, čímž přispěli k výhře Britů 2:1 na zápasy. Do září 2025 v soutěži nastoupil k patnácti mezistátním utkáním s bilancí 0–0 ve dvouhře a 10–5 ve čtyřhře.
Velkou Británii reprezentoval na odložených Letních olympijských hrách 2020 v Tokiu. Do mužské čtyřhry nastoupil s Jamiem Murraym. Ve druhém kole však podlehli Japoncům Kei Nišikorimu a Benu McLachlanovi.

## Tenisová kariéra
Na okruhu ATP World Tour debutoval ve čtyřhře Kremlin Cupu 2013 v Moskvě. S bratrem Kenem Skupskim porazili ve čtvrtfinále nejvýše nasazenou dvojici Max Mirnyj a Horia Tecău. Ve finálovém utkání podlehli rusko-uzbeckému páru Michail Jelgin a Denis Istomin až po dramatickém supertiebreaku, který ztratili poměrem míčů 12–14. První titul v této úrovni tenisu přišel na montpellierském Open Sud de France 2018, kde opět se starším sourozencem zdolali v závěrečném duelu japonsko-francouzskou dvojici Ben McLachlan a Hugo Nys ve dvou setech. Navázali tak na týden starý triumf z francouzského challengeru v Quimperu.
Debut v hlavní soutěži nejvyšší grandslamové kategorie zaznamenal v mužském deblu French Open 2014. S Američanem Bradleym Klahnem však v úvodním kole nenašli recept na zástupce ruského a kazašského tenisu Teimuraze Gabašviliho s Michailem Kukuškinem.
Z travnatého finále na Nature Valley International 2018 v Eastbourne odešli poraženi od krajanů startujících na divokou kartu Luka Bambridge a Jonnyho O'Mary, z nichž ani jeden před turnajem nevyhrál na túře ATP žádný zápas. Další finálová prohra následovala na antukovém Moselle Open 2018 v Metách od francouzských turnajových jedniček Nicolase Mahuta s Édouardem Rogerem-Vasselinem. Druhou kariérní trofej přidal na vídeňském Erste Bank Open 2018 z kategorie ATP 500. Do deblové soutěže nastoupil s krajanem Joem Salisburym. Finálový duel proti americko-francouzskému páru Mike Bryan a Édouard Roger-Vasselin zvládli po dvousetovém průběhu. Jako dvojice přitom odehráli po Winston-Salem Open 2018 druhý turnaj v kariéře, s celkovou bilancí zápasů 6–1.
Premiéra v sérii Masters přišla v závěru sezóny 2018, když jako poslední turnaj v roce odehrál pařížský Rolex Paris Masters po boku Američana Johna Isnera. Po výhře nad Kontinenem s Peersem je ve čtvrtfinále zastavila první světová dvojice Oliver Marach a Mate Pavić.

## Finále na Grand Slamu

### Mužská čtyřhra: 3 (1–2)
| Stav      | rok  | turnaj      | povrch | spoluhráč      | soupeři ve finále                  | výsledek           |
| --------- | ---- | ----------- | ------ | -------------- | ---------------------------------- | ------------------ |
| Finalista | 2022 | US Open     | tvrdý  | Wesley Koolhof | Rajeev Ram Joe Salisbury           | 6–7(4–7), 5–7      |
| Vítěz     | 2023 | Wimbledon   | tráva  | Wesley Koolhof | Marcel Granollers Horacio Zeballos | 6–4, 6–4           |
| Finalista | 2025 | French Open | antuka | Joe Salisbury  | Marcel Granollers Horacio Zeballos | 0–6, 7–6(7–5), 5–7 |

### Smíšená čtyřhra: 4 (2–2)
| Stav      | rok  | turnaj          | povrch | spoluhráčka         | soupeři ve finále                         | výsledek              |
| --------- | ---- | --------------- | ------ | ------------------- | ----------------------------------------- | --------------------- |
| Vítěz     | 2021 | Wimbledon       | tráva  | Desirae Krawczyková | Joe Salisbury Harriet Dartová             | 6–2, 7–6(7–1)         |
| Vítěz     | 2022 | Wimbledon       | tráva  | Desirae Krawczyková | Matthew Ebden Samantha Stosurová          | 6–4, 6–3              |
| Finalista | 2024 | Australian Open | tvrdý  | Desirae Krawczyková | Sie Šu-wej Jan Zieliński                  | 7–6(7–5), 4–6, [9–11] |
| Finalista | 2024 | French Open     | antuka | Desirae Krawczyková | Laura Siegemundová Édouard Roger-Vasselin | 4–6, 5–7              |

## Finále na okruhu ATP Tour

### Čtyřhra: 42 (17–25)
| Legenda                     |
| --------------------------- |
| Grand Slam (1–2)            |
| Turnaj mistrů (0)           |
| ATP Tour Masters 1000 (3–6) |
| ATP Tour 500 (3–9)          |
| ATP Tour 250 (10–8)         |

| Stav      | č.  | datum              | turnaj                                   | kategorie  | povrch    | spoluhráč         | soupeři ve finále                    | výsledek                   |
| --------- | --- | ------------------ | ---------------------------------------- | ---------- | --------- | ----------------- | ------------------------------------ | -------------------------- |
| Finalista | 1.  | 19. října 2013     | Moskva, Rusko                            | ATP 250    | tvrdý (h) | Ken Skupski       | Michail Jelgin Denis Istomin         | 2–6, 6–1, [12–14]          |
| Vítěz     | 1.  | 5. února 2018      | Montpellier, Francie                     | ATP 250    | tvrdý (h) | Ken Skupski       | Ben McLachlan Hugo Nys               | 7–6(7–2), 6–4              |
| Finalista | 2.  | 1. července 2018   | Eastbourne, Spojené království           | ATP 250    | tráva     | Ken Skupski       | Luke Bambridge Jonny O'Mara          | 5–7, 4–6                   |
| Finalista | 3.  | 23. září 2018      | Mety, Francie                            | ATP 250    | tvrdý (h) | Ken Skupski       | Nicolas Mahut Édouard Roger-Vasselin | 1–6, 5–7                   |
| Vítěz     | 2.  | 28. října 2018     | Vídeň, Rakousko                          | ATP 500    | tvrdý (h) | Joe Salisbury     | Mike Bryan Édouard Roger-Vasselin    | 7–6(7–5), 6–3              |
| Finalista | 4.  | 9. února 2019      | Delray Beach, Spojené státy              | ATP 250    | tvrdý     | Ken Skupski       | Bob Bryan Mike Bryan                 | 6–7(5–7), 4–6              |
| Finalista | 5.  | 14. dubna 2019     | Houston, Spojené státy                   | ATP 250    | antuka    | Ken Skupski       | Santiago González Ajsám Kúreší       | 6–3, 4–6, [6–10]           |
| Vítěz     | 3.  | 28. dubna 2019     | Budapešť, Maďarsko                       | ATP 250    | antuka    | Ken Skupski       | Marcus Daniell Wesley Koolhof        | 6–3, 6–4                   |
| Finalista | 6.  | 25. května 2019    | Lyon, Francie                            | ATP 250    | antuka    | Ken Skupski       | Ivan Dodig Édouard Roger-Vasselin    | 4–6, 3–6                   |
| Finalista | 7.  | 29. srpna 2020     | New York, Spojené státy                  | ATP 1000   | tvrdý     | Jamie Murray      | Pablo Carreño Busta Alex de Minaur   | 2–6, 5–7                   |
| Finalista | 8.  | 1. listopadu 2020  | Vídeň, Rakousko                          | ATP 500    | tvrdý (h) | Jamie Murray      | Łukasz Kubot Marcelo Melo            | 6–7(5–7), 5–7              |
| Vítěz     | 4.  | 14. listopadu 2020 | Sofie, Bulharsko                         | ATP 250    | tvrdý (h) | Jamie Murray      | Jürgen Melzer Édouard Roger-Vasselin | bez boje                   |
| Vítěz     | 5.  | 20. března 2021    | Acapulco, Mexiko                         | ATP 500    | tvrdý     | Ken Skupski       | Marcel Granollers Horacio Zeballos   | 7–6(7–3), 6–4              |
| Finalista | 9.  | 3. dubna 2021      | Miami, Spojené státy                     | ATP 1000   | tvrdý     | Daniel Evans      | Nikola Mektić Mate Pavić             | 4–6, 4–6                   |
| Finalista | 10. | 18. dubna 2021     | Monte Carlo, Monako                      | ATP 1000   | antuka    | Daniel Evans      | Nikola Mektić Mate Pavić             | 3–6, 6–4, [7–10]           |
| Finalista | 11. | 8. srpna 2021      | Washington, D.C., Spojené státy          | ATP 500    | tvrdý     | Michael Venus     | Raven Klaasen Ben McLachlan          | 6–7(4–7), 4–6              |
| Vítěz     | 6.  | 3. října 2021      | San Diego, Spojené státy                 | ATP 250    | tvrdý     | Joe Salisbury     | John Peers Filip Polášek             | 7–6(7–2), 3–6, [10–5]      |
| Vítěz     | 7.  | 9. ledna 2022      | Melbourne, Austrálie                     | ATP 250    | tvrdý     | Wesley Koolhof    | Oleksandr Nedověsov Ajsám Kúreší     | 6–4, 6–4                   |
| Vítěz     | 8.  | 15. ledna 2022     | Adelaide, Austrálie                      | ATP 250    | tvrdý     | Wesley Koolhof    | Ariel Behar Gonzalo Escobar          | 7–6(7–5), 6–4              |
| Vítěz     | 9.  | 15. února 2022     | Dauhá, Katar                             | ATP 250    | tvrdý     | Wesley Koolhof    | Rohan Bopanna Denis Shapovalov       | 7–6(7–4), 6–1              |
| Finalista | 12. | 2. dubna 2022      | Miami, Spojené státy                     | ATP 1000   | tvrdý     | Wesley Koolhof    | Hubert Hurkacz John Isner            | 6–7(5–7), 4–6              |
| Finalista | 13. | 24. dubna 2022     | Barcelona, Španělsko                     | ATP 500    | antuka    | Wesley Koolhof    | Kevin Krawietz Andreas Mies          | 7–6(7–3), 6–7(5–7), [6–10] |
| Vítěz     | 10. | 8. května 2022     | Madrid, Španělsko                        | ATP 1000   | antuka    | Wesley Koolhof    | Juan Sebastián Cabal Robert Farah    | 6–7(4–7), 6–4, [10–5]      |
| Vítěz     | 11. | 12. června 2022    | 's-Hertogenbosch, Nizozemsko             | ATP 250    | tráva     | Wesley Koolhof    | Matthew Ebden Max Purcell            | 4–6, 7–5, [10–6]           |
| Vítěz     | 12. | 14. srpna 2022     | Montréal, Kanada                         | ATP 1000   | tvrdý     | Wesley Koolhof    | Daniel Evans John Peers              | 6–2, 4–6, [10–6]           |
| Finalista | 14. | 9. září 2022       | US Open, New York, Spojené státy         | Grand Slam | tvrdý     | Wesley Koolhof    | Rajeev Ram Joe Salisbury             | 6–7(4–7), 5–7              |
| Vítěz     | 13. | 6. listopadu 2022  | Paříž, Francie                           | ATP 1000   | tvrdý (h) | Wesley Koolhof    | Ivan Dodig Austin Krajicek           | 7–6(7–5), 6–4              |
| Finalista | 15. | 19. března 2023    | Indian Wells, Spojené státy              | ATP 1000   | tvrdý     | Wesley Koolhof    | Rohan Bopanna Matthew Ebden          | 3–6, 6–2, [8–10]           |
| Finalista | 16. | duben 2023         | Barcelona, Španělsko                     | ATP 500    | antuka    | Wesley Koolhof    | Máximo González Andrés Molteni       | 3–6, 7–6(10–8), [4–10]     |
| Vítěz     | 14. | červen 2023        | 's-Hertogenbosch, Nizozemsko (2)         | ATP 250    | tráva     | Wesley Koolhof    | Gonzalo Escobar Oleksandr Nedověsov  | 7–6(7–1), 6–2              |
| Vítěz     | 15. | 15. července 2023  | Wimbledon, Londýn, Spojené království    | Grand Slam | tráva     | Wesley Koolhof    | Marcel Granollers Horacio Zeballos   | 6–4, 6–4                   |
| Finalista | 17. | srpen 2023         | Winston-Salem, Spojené státy             | ATP 250    | tvrdý     | Lloyd Glasspool   | Nathaniel Lammons Jackson Withrow    | 3–6, 4–6                   |
| Finalista | 18. | 4. října 2023      | Peking, Čína                             | ATP 500    | tvrdý     | Wesley Koolhof    | Ivan Dodig Austin Krajicek           | 7–6(14–12), 3–6, [5–10]    |
| Finalista | 19. | 19. února 2024     | Delray Beach, Spojené státy              | ATP 250    | tvrdý     | Santiago González | Julian Cash Robert Galloway          | 7–5, 5–7, [2–10]           |
| Finalista | 20. | 2. března 2024     | Acapulco, Mexiko                         | ATP 500    | tvrdý     | Santiago González | Hugo Nys Jan Zieliński               | 3–6, 2–6                   |
| Vítěz     | 16. | 23. června 2024    | Queen's Club, Londýn, Spojené království | ATP 500    | tráva     | Michael Venus     | Taylor Fritz Karen Chačanov          | 4–6, 7–6(7–5), [10–8]      |
| Vítěz     | 17. | 29. června 2024    | Eastbourne, Spojené království           | ATP 250    | tráva     | Michael Venus     | Matthew Ebden John Peers             | 4–6, 7–6(7–2), [11–9]      |
| Finalista | 21. | říjen 2024         | Vídeň, Rakousko                          | ATP 500    | tvrdý (h) | Michael Venus     | Alexander Erler Lucas Miedler        | 6–4, 3–6, [1–10]           |
| Finalista | 22. | únor 2025          | Dauhá, Katar                             | ATP 500    | tvrdý     | Joe Salisbury     | Julian Cash Lloyd Glasspool          | 3–6, 2–6                   |
| Finalista | 23. | duben 2025         | Barcelona, Španělsko                     | ATP 500    | antuka    | Joe Salisbury     | Sander Arends Luke Johnson           | 3–6, 7–6(7–1), [6–10]      |
| Finalista | 24. | červen 2025        | French Open, Paříž, Francie              | Grand Slam | antuka    | Joe Salisbury     | Marcel Granollers Horacio Zeballos   | 0–6, 7–6(7–5), 5–7         |
| Finalista | 25. | srpen 2025         | Toronto, Kanada                          | ATP 1000   | tvrdý     | Joe Salisbury     | Julian Cash Lloyd Glasspool          | 3–6, 7–6(7–5), [11–13]     |

## Tituly na challengerech ATP a okruhu Futures
| Legenda                    |
| -------------------------- |
| Challengery (0 D; 22–12 Č) |
| Futures (0 D; 7–2 Č)       |

### Čtyřhra (30)
| č.  | datum         | turnaj                          | povrch    | spoluhráč          | poražení finalisté                     | výsledek              |
| --- | ------------- | ------------------------------- | --------- | ------------------ | -------------------------------------- | --------------------- |
| 1.  | červenec 2011 | Dublin, Irsko                   | koberec   | Albano Olivetti    | James Cluskey James McGee              | 7–6(7–4), 6–3         |
| 2.  | červenec 2011 | Costa Mesa, Spojené státy       | tvrdý     | Chris Eaton        | Daniel Cox Adam Hubble                 | 6–3, 6–3              |
| 3.  | leden 2013    | Portsmouth, Spojené království  | tvrdý (h) | Ken Skupski        | Sam Barry Colin O'Brien                | 3–6, 6–3, [10–5]      |
| 4.  | únor 2013     | Birkenhead, Spojené království  | tvrdý (h) | Lewis Burton       | James Cluskey Sean Thornley            | 7–6(7–5), 2–6, [10–7] |
| 5.  | duben 2013    | Bournemouth, Spojené království | antuka    | Richard Gabb       | Jack Carpenter Ashley Hewitt           | 6–3, 2–6, [10–3]      |
| 6.  | květen 2013   | Pozzuoli, Itálie                | antuka    | Ken Skupski        | Oliver Golding Denys Mylokostov        | 6–3, 6–3              |
| 7.  | červenec 2013 | Manchester, Spojené království  | tráva     | Albano Olivetti    | Zach Itzstein Brydan Klein             | 7–6(7–4), 6–3         |
| 1.  | červenec 2013 | Recanati, Itálie                | tvrdý     | Ken Skupski        | Gianluigi Quinzi Adelchi Virgili       | 6–4, 6–3              |
| 2.  | srpen 2013    | Segovia, Španělsko              | tvrdý     | Ken Skupski        | Michail Jelgin Uladzimir Ignatik       | 6–3, 6–7(4–7), [10–6] |
| 3.  | září 2013     | Pétange, Lucembursko            | tvrdý (h) | Ken Skupski        | Benjamin Becker Tobias Kamke           | 6–3, 6–7(5–7), [10–7] |
| 4.  | září 2013     | Štětín, Polsko                  | antuka    | Ken Skupski        | Andrea Arnaboldi Alessandro Giannessi  | 6–4, 1–6, [10–7]      |
| 5.  | září 2014     | İzmir, Turecko                  | tvrdý     | Ken Skupski        | Malek Džazírí Alexandr Kudrjavcev      | 6–1, 6–4              |
| 6.  | listopad 2014 | Bratislava, Slovensko           | tvrdý (h) | Ken Skupski        | Norbert Gombos Adam Pavlásek           | 6–3, 7–6(7–3)         |
| 7.  | červen 2015   | Surbiton, Spojené království    | tráva     | Ken Skupski        | Marcus Daniell Marcelo Demoliner       | 6–3, 6–4              |
| 8.  | září 2015     | Saint-Rémy, Francie             | tvrdý     | Ken Skupski        | Andrej Martin Igor Zelenay             | 6–4, 6–1              |
| 9.  | únor 2016     | Bergamo, Itálie                 | tvrdý (h) | Ken Skupski        | Nikola Mektić Antonio Šančić           | 6–3, 7–5              |
| 10. | únor 2016     | Cherbourg, Francie              | tvrdý (h) | Ken Skupski        | Jošihito Nišioka Aldin Šetkić          | 4–6, 6–3, [10–6]      |
| 11. | září 2016     | Saint-Rémy, Francie (2)         | tvrdý     | Ken Skupski        | David O'Hare Joe Salisbury             | 6–7(5–7), 6–4, [10–5] |
| 12. | listopad 2016 | Bratislava, Slovensko (2)       | tvrdý (h) | Ken Skupski        | Purav Radža Diviž Šaran                | 4–6, 6–3, [10–5]      |
| 13. | květen 2017   | Savannah, Spojené státy         | antuka    | Peter Polansky     | Luke Bambridge Mitchell Krueger        | 4–6, 6–3, [10–1]      |
| 14. | květen 2017   | Benátky, Itálie                 | antuka    | Ken Skupski        | Julian Knowle Igor Zelenay             | 5–7, 6–4, [10–5]      |
| 15. | červen 2017   | Nottingham, Spojené království  | tráva     | Ken Skupski        | Matt Reid John-Patrick Smith           | 7–6(7–1), 2–6, [10–7] |
| 16. | srpen 2017    | Aptos, Spojené státy            | tvrdý     | Jonatan Erlich     | Alex Bolt Jordan Thompson              | 6–3, 2–6, [10–8]      |
| 17. | srpen 2017    | Vancouver, Kanada               | tvrdý     | James Cerretani    | Treat Conrad Huey Robert Lindstedt     | 7–6(8–6), 6–2         |
| 18. | listopad 2017 | Bratislava, Slovensko (3)       | tvrdý (h) | Ken Skupski        | Sander Arends Antonio Šančić           | 5–7, 6–3, [10–8]      |
| 19. | únor 2018     | Quimper, Francie                | tvrdý (h) | Ken Skupski        | Sander Gillé Joran Vliegen             | 6–3, 3–6, [10–7]      |
| 20. | duben 2018    | Le Gosier, Guadeloupe           | tvrdý     | John-Patrick Smith | Ruben Bemelmans Jonathan Eysseric      | 7–6(7–3), 6–4         |
| 21. | srpen 2018    | Vancouver, Kanada (2)           | tvrdý     | Luke Bambridge     | Marc Polmans Max Purcell               | 4–6, 6–3, [10–6]      |
| 22. | září 2018     | Chicago, Spojené státy          | tvrdý     | Luke Bambridge     | Leander Paes Miguel Ángel Reyes-Varela | 6–3, 6–4              |
| 23. | březen 2019   | Phoenix, Spojené státy          | tvrdý     | Jamie Murray       | Austin Krajicek Artem Sitak            | 6–7(2–7), 7–5, [10–6] |